# Cherves-Richemont
Cherves-Richemont és un municipi francès situat al departament del Charente i a la regió de la Nova Aquitània. L'any 2007 tenia 2.437 habitants.

## Demografia

### Població
El 2007 la població de fet de Cherves-Richemont era de 2.437 persones. Hi havia 995 famílies de les quals 233 eren unipersonals (80 homes vivint sols i 153 dones vivint soles), 397 parelles sense fills, 325 parelles amb fills i 40 famílies monoparentals amb fills.
La població ha evolucionat segons el següent gràfic:
Habitants censats

### Habitatges
El 2007 hi havia 1.115 habitatges, 1.005 eren l'habitatge principal de la família, 30 eren segones residències i 80 estaven desocupats. 1.080 eren cases i 30 eren apartaments. Dels 1.005 habitatges principals, 822 estaven ocupats pels seus propietaris, 163 estaven llogats i ocupats pels llogaters i 21 estaven cedits a títol gratuït; 4 tenien una cambra, 31 en tenien dues, 78 en tenien tres, 274 en tenien quatre i 618 en tenien cinc o més. 830 habitatges disposaven pel capbaix d'una plaça de pàrquing. A 412 habitatges hi havia un automòbil i a 522 n'hi havia dos o més.

### Piràmide de població
La piràmide de població per edats i sexe el 2009 era:
| Homes | Edats   | Dones |
| ----- | ------- | ----- |
| 0     | 95 o +  | 8     |
| 4     | 90 a 94 | 20    |
| 8     | 85 a 89 | 16    |
| 12    | 80 a 84 | 20    |
| 28    | 75 a 79 | 36    |
| 68    | 70 a 74 | 68    |
| 56    | 65 a 69 | 76    |
| 80    | 60 a 64 | 72    |
| 92    | 55 a 59 | 92    |
| 96    | 50 a 54 | 64    |
| 132   | 45 a 49 | 116   |
| 72    | 40 a 44 | 104   |
| 132   | 35 a 39 | 64    |
| 52    | 30 a 34 | 96    |
| 76    | 25 a 29 | 52    |
| 32    | 20 a 24 | 32    |
| 60    | 15 a 19 | 80    |
| 96    | 10 a 14 | 104   |
| 48    | 5 a 9   | 72    |
| 52    | 0 a 4   | 56    |

## Economia
El 2007 la població en edat de treballar era de 1.533 persones, 1.061 eren actives i 472 eren inactives. De les 1.061 persones actives 982 estaven ocupades (523 homes i 459 dones) i 79 estaven aturades (26 homes i 53 dones). De les 472 persones inactives 198 estaven jubilades, 147 estaven estudiant i 127 estaven classificades com a «altres inactius».

### Ingressos
El 2009 a Cherves-Richemont hi havia 1.024 unitats fiscals que integraven 2.492 persones, la mediana anual d'ingressos fiscals per persona era de 18.877 €.

### Activitats econòmiques
Dels 88 establiments que hi havia el 2007, 1 era d'una empresa extractiva, 4 d'empreses alimentàries, 1 d'una empresa de fabricació de material elèctric, 8 d'empreses de fabricació d'altres productes industrials, 13 d'empreses de construcció, 15 d'empreses de comerç i reparació d'automòbils, 5 d'empreses de transport, 5 d'empreses d'hostatgeria i restauració, 2 d'empreses d'informació i comunicació, 6 d'empreses financeres, 3 d'empreses immobiliàries, 11 d'empreses de serveis, 9 d'entitats de l'administració pública i 5 d'empreses classificades com a «altres activitats de serveis».
Dels 18 establiments de servei als particulars que hi havia el 2009, 1 era una oficina de correu, 1 taller de reparació d'automòbils i de material agrícola, 1 paleta, 3 guixaires pintors, 5 lampisteries, 1 electricista, 2 empreses de construcció, 1 perruqueria, 2 restaurants i 1 agència immobiliària.
Dels 4 establiments comercials que hi havia el 2009, 1 era una botiga de menys de 120 m², 2 fleques i 1 una carnisseria.
L'any 2000 a Cherves-Richemont hi havia 53 explotacions agrícoles que ocupaven un total de 2.392 hectàrees.

## Equipaments sanitaris i escolars
L'únic equipament sanitari que hi havia el 2009 era una farmàcia.
El 2009 hi havia 1 escola maternal i 2 escoles elementals.

## Poblacions més properes
El següent diagrama mostra les poblacions més properes.